# Осипова, Елена Владимировна
Еле́на Влади́мировна О́сипова (11 ноября 1927, Москва — 26 октября 2018) — советский и российский философ
 и социолог, доктор философских наук (1974), ведущий научный сотрудник ИФ РАН, действительный член Российской академии социальных наук.

## Биография
В 1950 году окончила философский факультет МГУ, в 1954 году — аспирантуру кафедры истории зарубежной философии философского факультета, защитив кандидатскую диссертацию. В 1979 году стала доктором философских наук (диссертация «Социология Эмиля Дюркгейма: критический анализ теоретико-методологических концепций»).
Муж — социолог, академик Г. В. Осипов; дочь Надежда (род. 1958) — социолог, профессор МГУ.

## Публикации
Монографии
- «Патриархи социологии» (второе издание) Гриф ИФ РАН, 2015, 474 с., 31 п.л. ISBN 978-5-7556-0562-5;
- «Социальная структура современного российского общества»,. Гриф ИФ РАН, 2014, 76 с., 4, 75 п.л. ISBN 978-5-7556-0514-4;
- «Патриархи социологии», Гриф ИСПИ РАН, 2011, 470 с., 30 п.л. ISBN 978-5-7556-0449-9;
- Социология Вильфредо Парето: политический аспект. СПб., 2004;
- Социология Эмиля Дюркгейма (учебное пособие для вузов) СПб., 2001;
- «Социология Э. Дюркгейма». М., 1978;
- «Философия польского просвещения». М., 1975.

Статьи
- Статьи в «Социологический словарь» изд. «Норма», М., 2008, 20 статей. ISBN 978-5-468-00195-0;
- Бюрократия: «идеальный тип и реальность» // Бюрократия в современном мире: теория и реалии жизни. М.: ИФ РАН, 2008;
- Общественный идеал как составная компонента мировоззрения // Духовные измерения современной политики. М., 2003;
- Роль государства в процессе модернизации // Этатистские модели модернизации. М.: ИФ РАН, 2002;
- Россия: идеал и современная // Россия: путь в XXI век. Архангельск, 2001;
- Статьи в «Российской социологической энциклопедии» Изд. РАН., М., 1998, 23 статьи ISBN 5-89123-163-8. ISBN 5-86225-636-9.